# برایونی شاو
برایونی شاو (انگلیسی: Bryony Shaw؛ زادهٔ ۲۸ آوریل ۱۹۸۳) از برندگان مدال‌های بازی‌های المپیک تابستانی اهل بریتانیا است.